# Yutaka Tahara
Yutaka Tahara (jap. 田原 豊 Tahara Yutaka; ur. 27 kwietnia 1982) – japoński piłkarz.

## Kariera klubowa
Od 2001 do 2015 roku występował w klubach Yokohama F. Marinos, Kyoto Sanga F.C., Shonan Bellmare, Yokohama FC, Samut Songkhram i Kagoshima United FC.

## Kariera reprezentacyjna
W 2001 roku Yutaka Tahara zagrał na Mistrzostwach Świata U-20.